# Baiyun, Chongqing
Baiyun (kinesiska: 白云) är en socken i sydvästra Kina. Den ligger i stadsdistriktet Wulong i storstadsområdet Chongqing, omkring 86 kilometer öster om det centrala stadsdistriktet Yuzhong. Antalet invånare är 5 457. Befolkningen består av 2 689 kvinnor och 2 768 män. Barn under 15 år utgör 19,0 %, vuxna 15-64 år 63 %, och äldre över 65 år 16,0 %.